# Katedra w Hereford
Katedra w Hereford (ang. Hereford Cathedral, pełna nazwa Cathedral Church of St Mary the Virgin and St Ethelbert the King, Kościół katedralny Najświętszej Maryi Panny i świętego Ethelbera Króla) – katedra diecezji Hereford Kościoła Anglii.
Świątynia wybudowana w XI-XV wieku. Restaurowana i przebudowywana była przez Wyatta, Cottingama, Sir Gilberta Scotta i Oldrieda Scotta. Mury katedry zostały wykonane z piaskowca. Dachy zostały wykonane z ołowiu. Kościół składa się z północnych i południowych naw bocznych oraz transeptów, północno-wschodnich i południowo-wschodnich transeptów, kaplicy Najświętszej Maryi Panny (Lady Chapel), krypty, północnej kruchty, wieży na skrzyżowaniu naw. W XV wieku powstały biskupie krużganki (zachowały się do dziś od strony zachodniej i wschodniej).
W katedrze przechowywana jest jedna z najbardziej znanych zachowanych średniowiecznych map, stworzona około 1300 roku Mapa z Hereford.